# Estación de Montesa
Montesa es una estación de las líneas T1, T2 y T3 del Trambaix. Está situada sobre la avenida de Cornellá en Esplugas de Llobregat. Esta estación fue, durante el periodo de obras en el ramal de la línea T3, la estación terminal de dicha línea, además en esta parada es donde se separan la línea T3, de las líneas T1 y T2. Esta estación se inauguró el 3 de abril de 2004.
- Datos: Q8841091